# Hagadá de Sarajevo
A  Hagadá de Sarajevo é um manuscrito com iluminuras que contém texto tradicional ilustrado da Páscoa Hagadá que acompanha o Sêder. Pertence a um grupo de Hagadás hispano-provençais judeus sefarditas, originários de "algum lugar no norte da Espanha", provavelmente cidade de Barcelona, por volta de 1350, e é uma das mais antigas do gênero no mundo.
Essa Hagadá é propriedade do Estado e mantida no Museu Nacional da Bósnia e Herzegovinaem Sarajevo. O seu valor monetário é indeterminado, mas um museu em Espanha exigiu que fosse segurado por 7 milhões de dólares antes de poder ser transportado para uma exposição lá em 1992..
A Hagadá de Sarajevo foi inscrita como Monumento Nacional da Bósnia e Herzegovina pela KONS, em 17 de janeiro de 2003, como bens culturais móveis.
A Hagadá de Sarajevo foi submetida pela Bósnia e Herzegovina para inclusão no Registro Registo da Memória do Mundo da UNESCO e foi incluída em 2017.

## Descrição
A Hagadá de Sarajevo é escrita à mão na frente e no verso em hebraico, usando escrita quadrada típica da Espanha medieval, em pele de bezerro branqueada velino e iluminada com um pouco de ouro. Ele abre com 34 páginas de ilustrações de cenas-chave da Bíblia desde criação até a morte de Moisés. Suas páginas estão manchadas de vinho, evidência de que foi usado em muitos Seders de Páscoa. Provavelmente foi criado como presente para um casamento entre as duas famílias cujos brasões aparecem no final da página de abertura. A Hagadá de Ouro na Biblioteca Britânica é outro livro medieval da Catalunha, algumas décadas mais antigo.

## História
A Hagadá de Sarajevo sobreviveu a muitos momentos de destruição. Os historiadores acreditam que foi retirado da Península Ibérica por judeus que foram expulsos pelo Decreto de Alhambra em 1492. Notas nas margens da Hagadá indicam que ela surgiu na Itália no século XVI. Foi vendido ao Museu Nacional de Sarajevo em 1894 por um homem chamado Joseph Kohen..

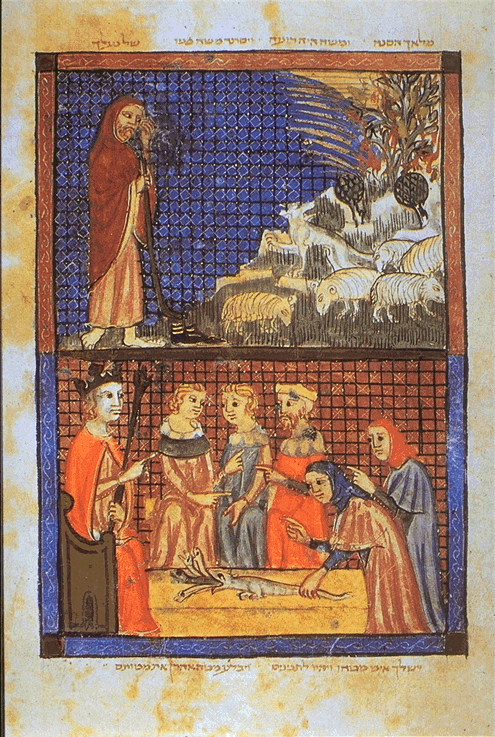
Página da Hagadá de Sarajevo, escrita na Catalunha do século XIV. Acima: Moisés e a Sarça ardente. Abaixo: Cajado de Aarão engole as varinhas dos outros mágicos

Durante a Segunda Guerra Mundial, o manuscrito foi escondido do nazismo. Korkut deu-o a um clérigo muçulmano numa aldeia na montanha de Bjelasnica, onde estava escondido numa mesquita. Em 1957, um fac-símile da Hagadá foi publicado por Sándor Scheiber, diretor do Seminário Rabínico em Budapeste. Em 1992, durante a Guerra da Bósnia, o manuscrito da Hagadá sobreviveu a uma invasão de museu e foi descoberto no chão durante a investigação policial por um inspetor local, Fahrudin Čebo, com muitos outros itens que os ladrões acreditavam não serem valiosos. Ele sobreviveu em um cofre de banco subterrâneo durante o Cerco de Sarajevo pelas forças sérvias. Para acabar com os rumores de que o governo tinha vendido a Hagadá para comprar armas, o presidente da Bósnia apresentou o manuscrito num Seder comunitário em 1995.

## Restauração e conservação
Em 2001, preocupado com a possível deterioração contínua da Hagadá de Sarajevo que foi armazenada em um cofre de banco da cidade em condições nada ideais, Dr. Jakob Finci, chefe da Comunidade Judaica de Sarajevo, apelou a Jacques Paul Klein, Representante Especial do Secretário-Geral e Coordenador das Operações das Nações Unidas na Bósnia e Herzegovina, pela sua ajuda para garantir a preservação e restauração deste tesouro histórico inestimável.

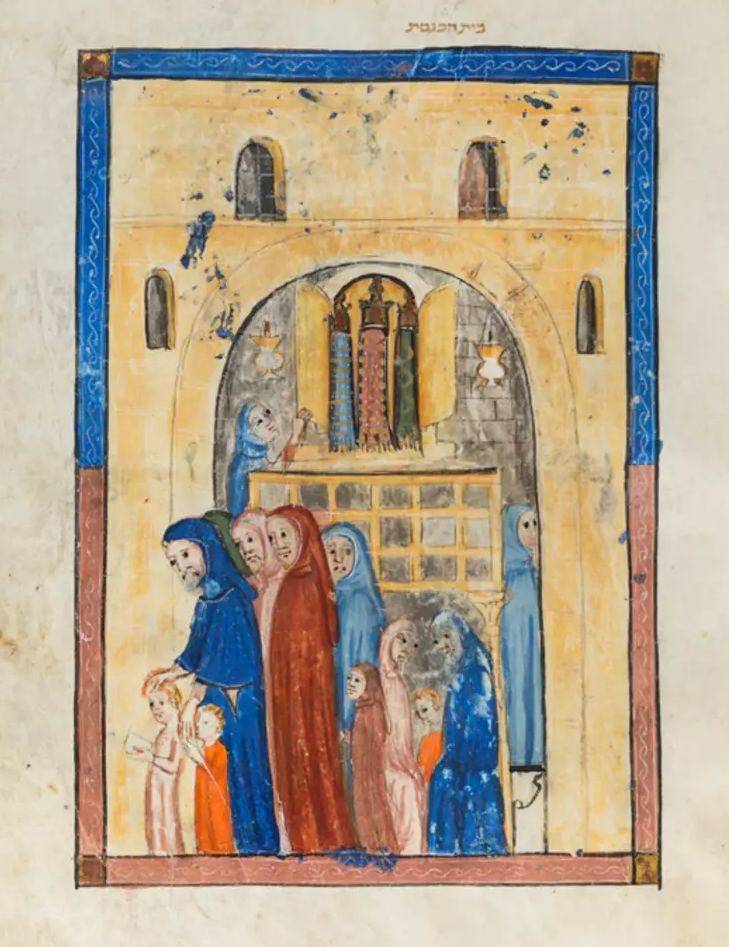
cena da Sinagoga

Klein rapidamente concordou e desenvolveu um plano para garantir o financiamento necessário, identificar um especialista reconhecido internacionalmente para realizar a restauração e disponibilizar espaço no edifício da Sede das Nações Unidas onde os esforços de restauração poderiam começar.
Quando o projeto se tornou de conhecimento público, Klein ficou surpreso com a reticência de algumas autoridades locais da Bósnia em apoiar o projeto. Somente depois de informar o Presidente Izetbegovic sobre seu obstrucionismo e deixá-lo saber que a Comunidade Internacional teria uma visão negativa de sua total falta de cooperação nos esforços de restauração é que o Presidente Izetbegovic abriu caminho para o início do projeto de restauração.
Klein iniciou uma campanha internacional para arrecadar o financiamento necessário. As contribuições vieram de indivíduos, instituições e governos de todo o mundo. Com o financiamento em mãos e com o Dr. Pataki, da Akademie Der Bildenden Künste de Stuttgart, pronto para iniciar o projeto de restauração, uma sala climatizada foi reformada no Museu Nacional de Sarajevo para abrigar a Hagadá como peça central, cercada por documentos da Igreja Católica, Ortodoxa e religiões muçulmanas. Além disso, como um beau geste para a cidade de Sarajevo, foi financiado um segundo cofre climatizado para albergar os arquivos nacionais da Bósnia e Herzegovina..

### Nova sala do cofre

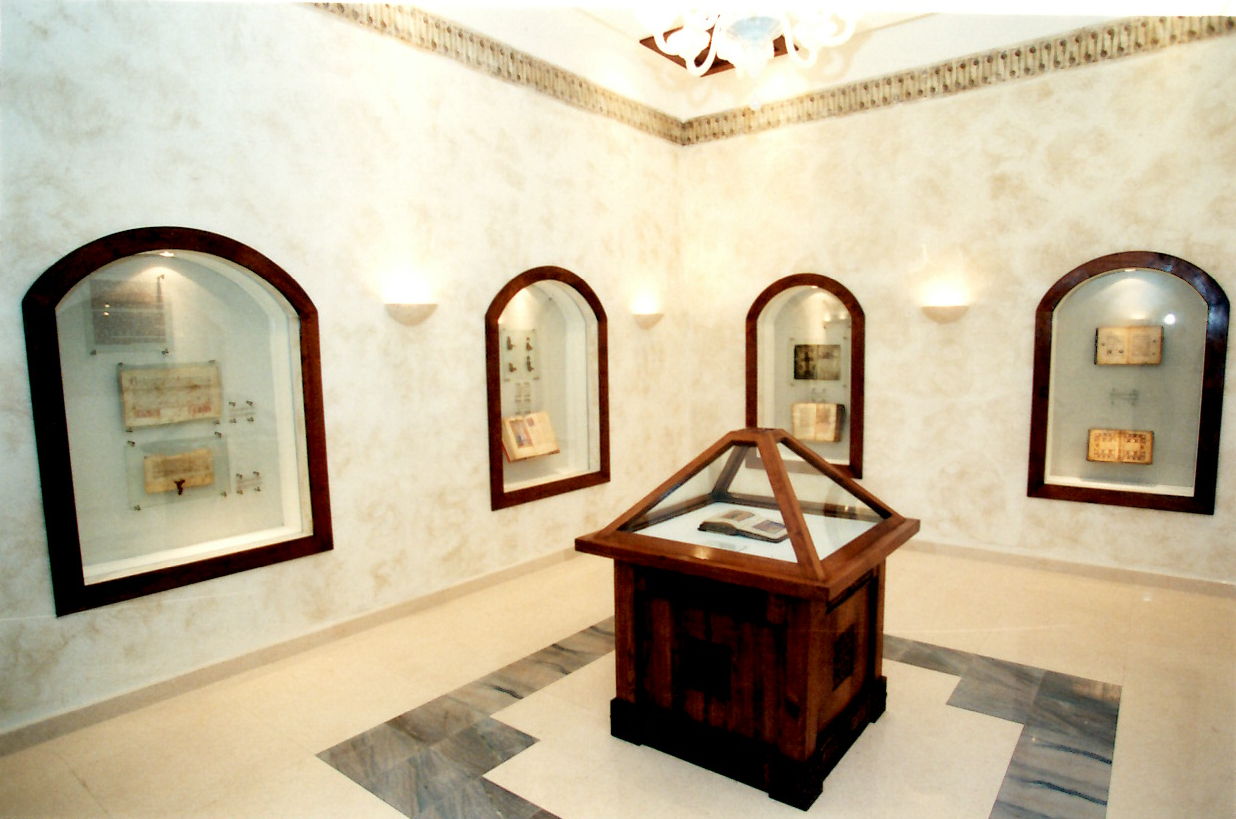
Sala do cofre da Hagadá de Sarajevo, contendo a Hagadá, bem como manuscritos católicos, ortodoxos e muçulmanos

Em 2 de Dezembro de 2002, a sala-cofre foi inaugurada pelo Representante Especial do Secretário-Geral na presença de altos funcionários do governo bósnio, da comunidade diplomática e dos meios de comunicação internacionais, bem como do público. A Hagadá de Sarajevo e outros documentos religiosos sagrados e históricos encontraram, finalmente, um lar digno.
Em Outubro de 2012, a futura exposição da Hagadá foi deixada no limbo após falta de verba no financiamento do Museu Nacional da Bósnia e Herzegovina, que fechou as suas portas depois de falir e não pagar aos seus funcionários durante quase um ano. Em 2013, o Museu Metropolitano de Arte de Nova York tentou conseguir um empréstimo da Hagadá, mas devido a batalhas políticas internas na Bósnia e Herzegovina, o empréstimo acabou sendo recusado pela Comissão de Preservação de Monumentos Nacionais da Bósnia.
No entanto, a Hagadá voltou a ser exposta em setembro de 2015, após a reabertura do Museu Nacional..

## Reproduções
Em 1985 foi impressa uma reprodução em Liubliana, com 5 mil exemplares feitos. O Museu Nacional posteriormente autorizou a publicação de um número limitado de reproduções da Hagadá, cada uma das quais se tornou um colecionador]. Em maio de 2006, a editora de Sarajevo, Rabic Ltd., anunciou a próxima publicação de 613 cópias da Hagadá em pergaminho feito à mão que tenta recriar a aparência original do original do século XIV, aludindo àos 613 mandamentos do Mitzvá da Totá.
Uma cópia da Hagadá de Sarajevo foi dada ao ex-primeiro-ministro do Reino Unido Tony Blair pelo Grande Mufti da Bósnia e Herzegovina Mustafa Cerić durante a cerimônia de premiação do concurso Faith Shorts da Tony Blair Faith Foundation em dezembro de 2011. O Grande Mufti a apresentou como um símbolo de cooperação e respeito inter-religioso, ao mesmo tempo que relata a proteção do livro judaico pelos muçulmanos em duas ocasiões na história. Outra cópia foi dada pelo Grande Mufti Mustafa Cerić a um representante do Rabino Chefe de Israel durante o encontro inter-religioso "Viver Juntos é o Futuro" organizado em Sarajevo pela Comunidade de Santo Egídio.
Há uma breve menção ao manuscrito no filme Welcome to Sarajevo. O romance Povos do Livro (romance), de Geraldine Brooks (escritora) (2008), elabora uma história ficcional da Hagadá desde suas origens na Espanha para o museu em Sarajevo. A edição de inverno de 2002 da revista literária Brick publicou o relato de Ramona Koval]sobre as disputas em torno da proposta de exibição do códice original financiada pela UNESCO no contexto do acordo de paz pós-Acordo de Dayton de 1995, supervisionado pela ONU.
A história de Derviš Korkut, que salvou o livro dos nazistas, foi contada em um artigo de Geraldine Brooks na revista The New Yorker

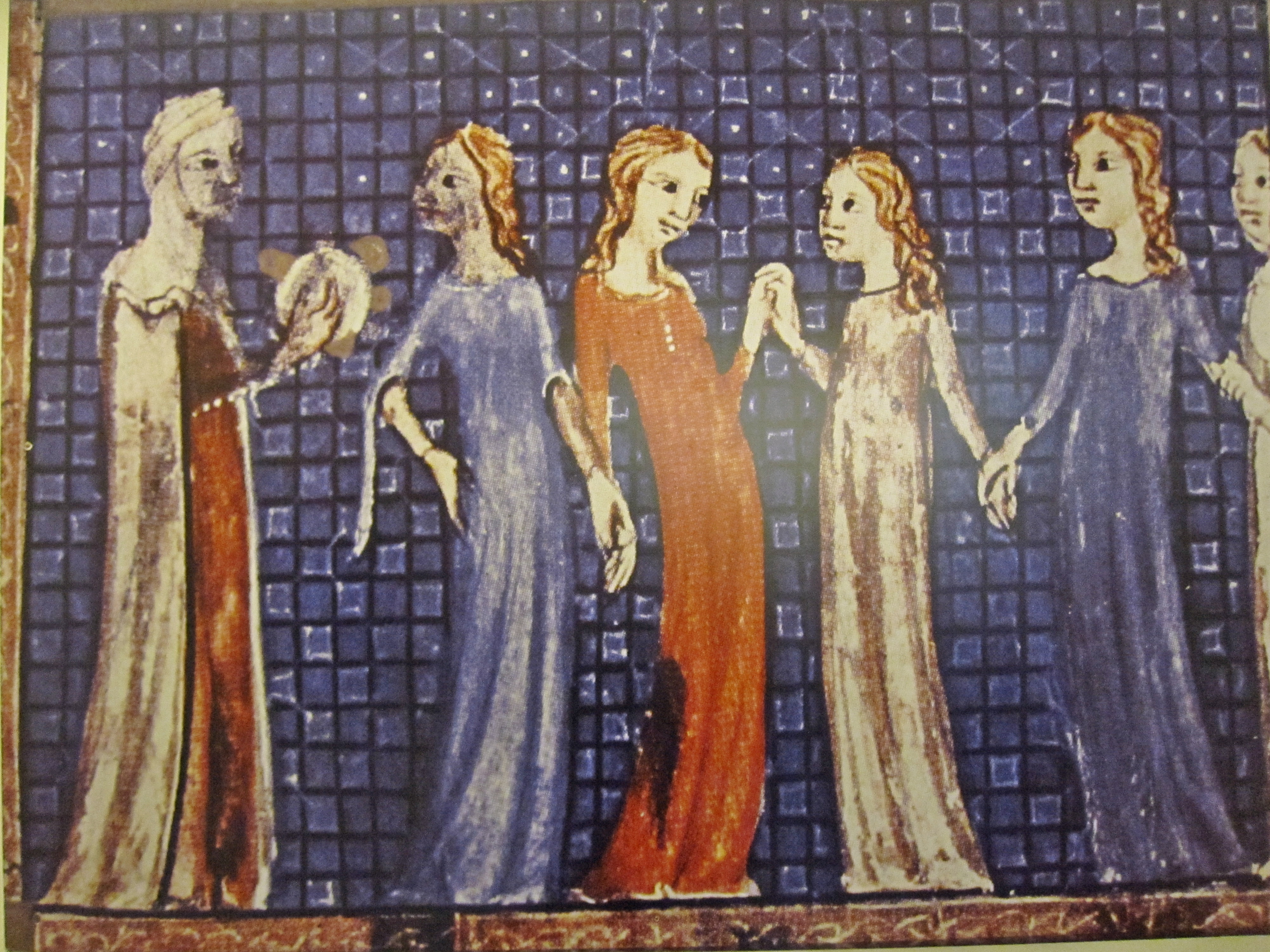
"E Miriam pegou um timbrel na mão", Livro do Êxodo 15:20
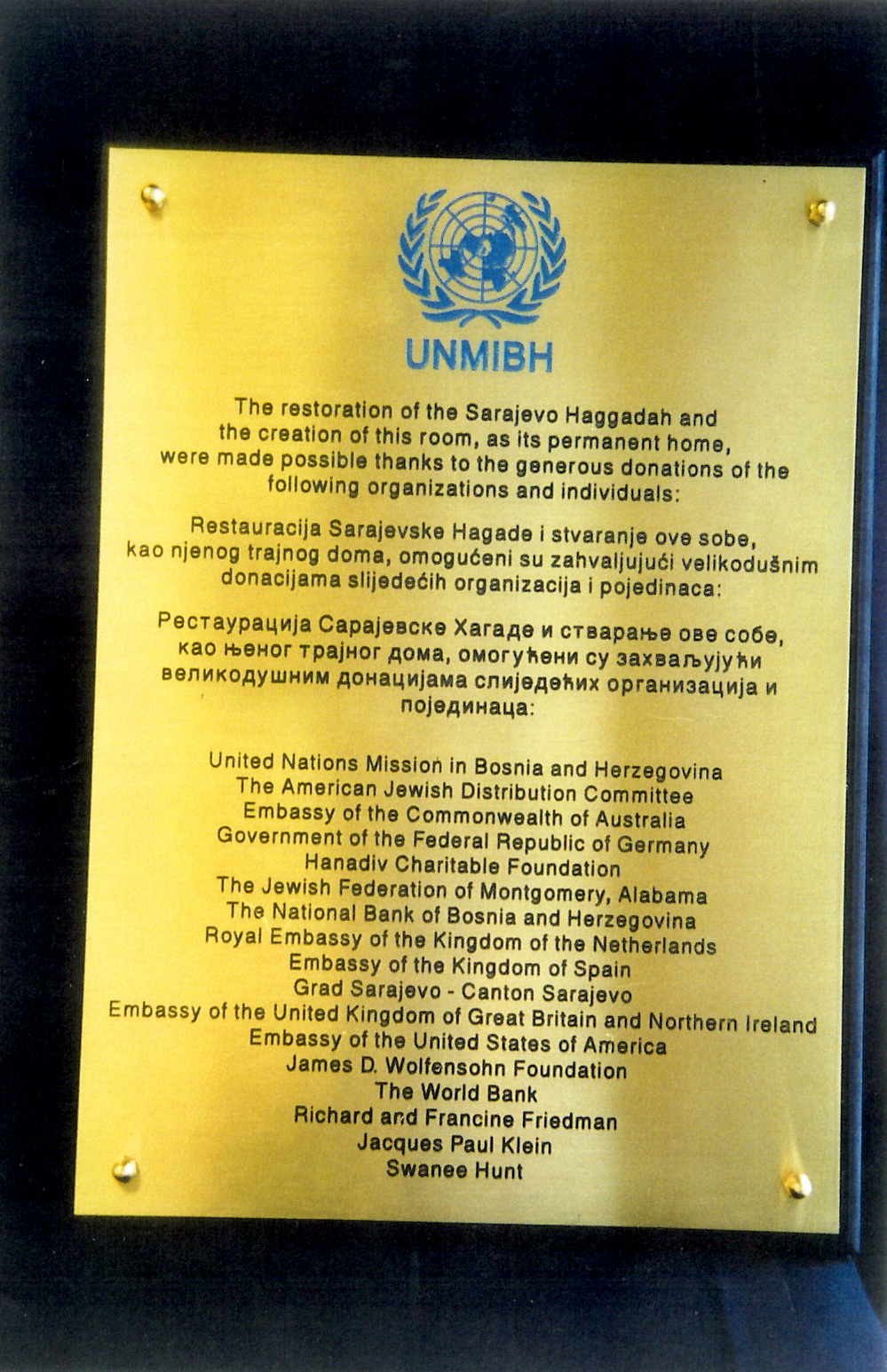
"Contribuintes para a restauração da Hagadá de Sarajevo
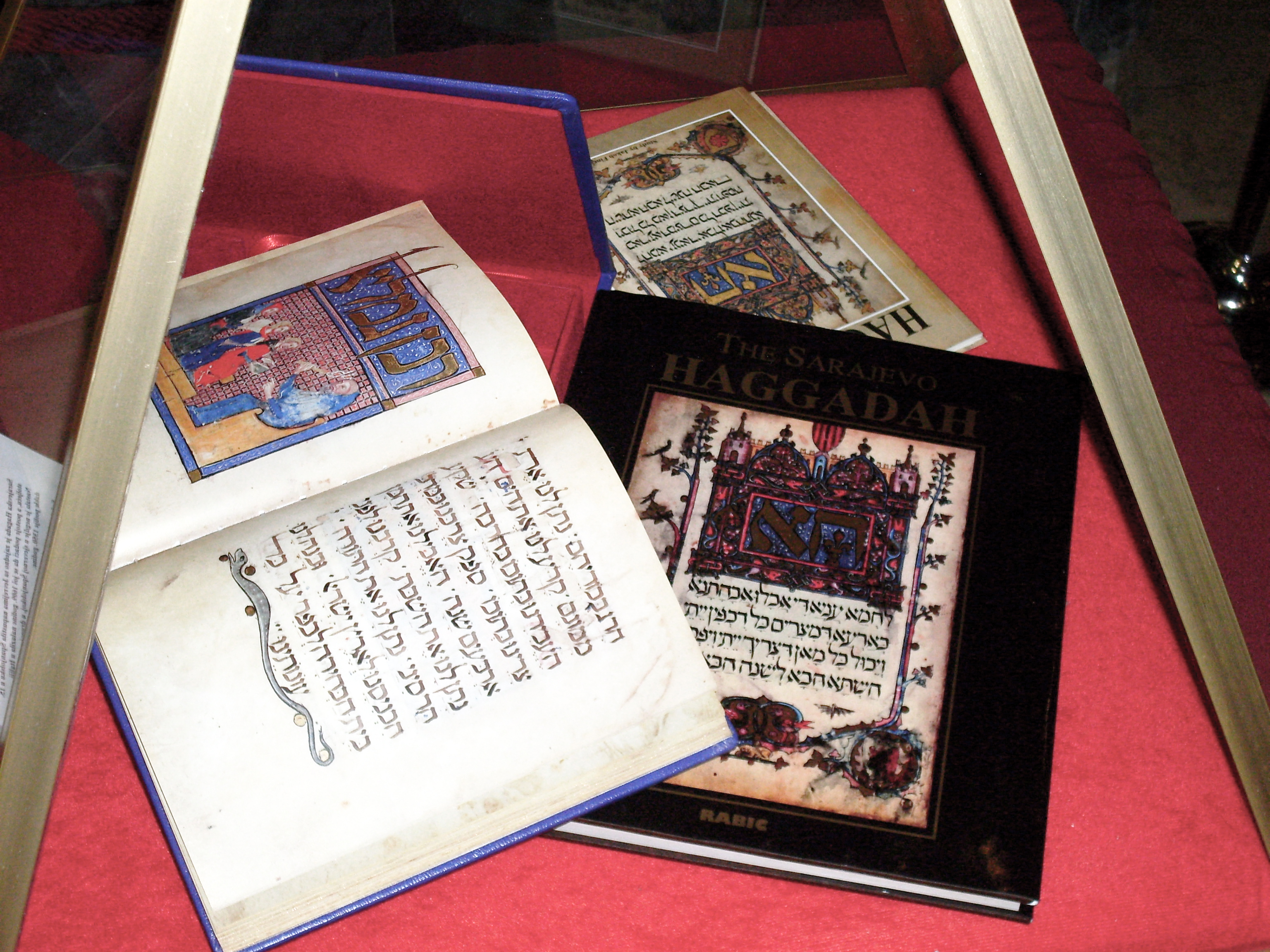
Cópias da Hagadá de Sarajevo no edifício do parlamento da Bósnia e Herzegovina